# Bezirksregierung Düsseldorf (Gebäude)

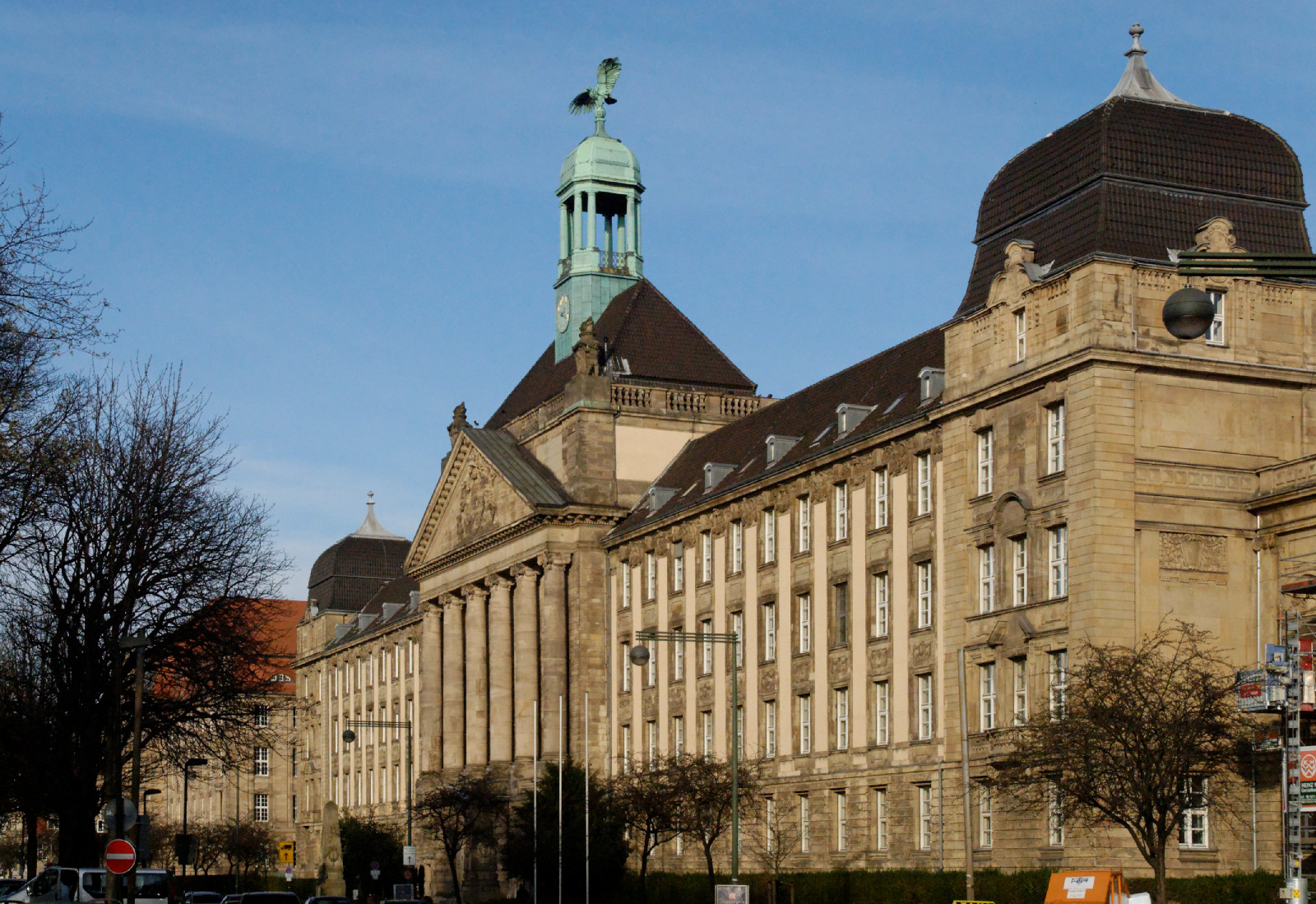
Gebäude der Bezirksregierung

Das Gebäude der Bezirksregierung an der Cecilienallee 1–2 in Düsseldorf-Pempelfort wurde 1907–1911 nach Plänen von Traugott von Saltzwedel im Stil des Neobarock erbaut und am 19. Oktober 1911 eingeweiht. Seinerzeit als repräsentativer Sitz der Königlich Preußischen Regierung zu Düsseldorf errichtet, ist das Gebäude heute die Zentrale der Bezirksregierung Düsseldorf, einer staatlichen Mittelbehörde des Landes Nordrhein-Westfalen.

## Vorarbeiten

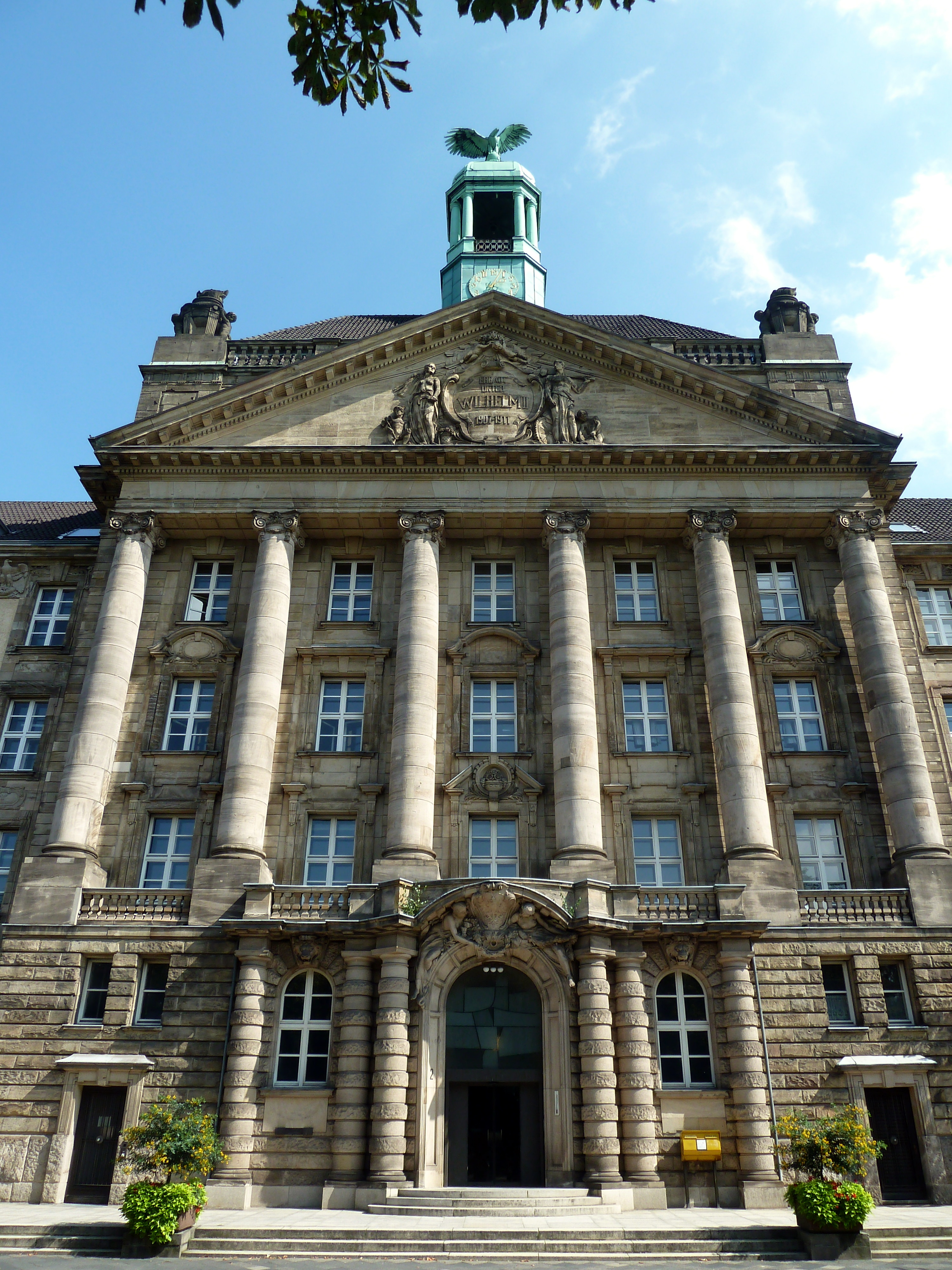
Mittelrisalit

Für den notwendig gewordenen Repräsentationsbau der Düsseldorfer Regierung wurde ein Baufeld an der Cecilienallee nahe am Rheinufer von etwa 22.500 m² ausgehoben. An dieser Stelle standen zuvor Maschinenhallen für die Industrie-, Gewerbe und Kunstausstellung des Jahres 1902. Zwecks eines sicheren Standes des kompakten Bauwerks wählten die Bauingenieure eine Gründung auf Eisenbetonpfählen, weil die vorherige Situation auf Schwemmland und mit Betonfundamenten nicht sicher genug erschien. Die auf der Baustelle extern hergestellten 1172 Pfähle reichten bis in die zuvor ermittelte tragfähige Tiefe von rund 11 m hinab. Die Arbeiten führte die Firma Ed. Züblin & Co aus, sie dauerten 69 Tage und kosteten rund 30.000 Mark.

## Beschreibung
Über einem hohen Sandsteinsockel erhebt sich ein viergeschossiges Gebäude. Es ist ein schlossartiger Gebäudekomplex, bestehend aus sechs Gebäudeflügeln und drei Binnenhöfen. Das seitlich angelagerte Palais ist der ehemalige Wohnsitz des Regierungspräsidenten und direkt mit dem Gebäude verbunden. Letzteres wird Präsidentenschlösschen genannt und für Empfänge genutzt.
Die Hauptfassade ist 115 Meter lang und zeigt einen Mittelrisalit und zwei Eckrisalite. Der Mittelrisalit zeigt sechs Halbsäulen im römisch-ionischen Stil in Kolossalordnung. Die Säulen stützen eine Attika, worüber sich ein Mansarddach erhebt, gekrönt von einer kupfernen Laterne mit Preußischem Adler, der mit zum Aufflug bereiten gespreizten Schwingen auf einer Weltkugel thront. Der achteckige Sockel der Laterne zeigt frontal ein kupfernes Uhrenzifferblatt. Links und rechts des Mittelrisaliten wird die Fassade durch Pilaster in neun Achsen unterteilt. Auf den Eckrisaliten wurde ein kuppelförmiges Dach aufgesetzt. Die Inschrift am Giebel lautet „Erbaut unter Wilhelm II. 1907–1911“. Das Gebäude trägt reichen Bauschmuck, welcher von dem Düsseldorfer Bildhauer Josef Körschgen ausgeführt wurde.
Entsprechend dem repräsentativen Charakter des Äußeren wurde auch das Innere des Gebäudes hochwertig und verfeinert ausgestattet. Das mehrgeschossige Treppenhaus des Hauptgebäudes ist konzeptionell eine Nachbildung der Escalier des Ambassadeurs, einer barocken Treppenanlage des Schlosses Versailles, auf der Ludwig XIV. an der Spitze seines Hofstaats auswärtige Gesandte empfing.
Die Wandgemälde des Plenarsitzungssaals wurden durch Adolf Münzer gestaltet, einen 1908 zum Professor der Kunstakademie Düsseldorf berufenen Maler der Münchner Schule. Das Arbeitszimmer des Regierungspräsidenten gestaltete Heinrich Hermanns, das Speisezimmer des Regierungspräsidenten Max Clarenbach, beide Maler der Düsseldorfer Schule.
Den Garten am Präsidentenschlösschen schuf der Düsseldorfer Gartendirektor Walter von Engelhardt in den Jahren 1909 bis 1911 in Anlehnung an die barocke Repräsentationsarchitektur der Dienstvilla des Regierungspräsidenten. Seinen gartentheoretischen Vorstellungen entsprechend kreierte er einen weiten Gartenraum als Interpretation eines Barockgartens mit axialer Ausrichtung des Rasenparterres auf die Hauptfassade des Schlösschens. Rechtwinklig erschließt ein Wegesystem daneben angeordnete nutzungsorientierte Gartenelemente wie Sport- und Spielplatz, Küchenhof und Gemüsegarten.

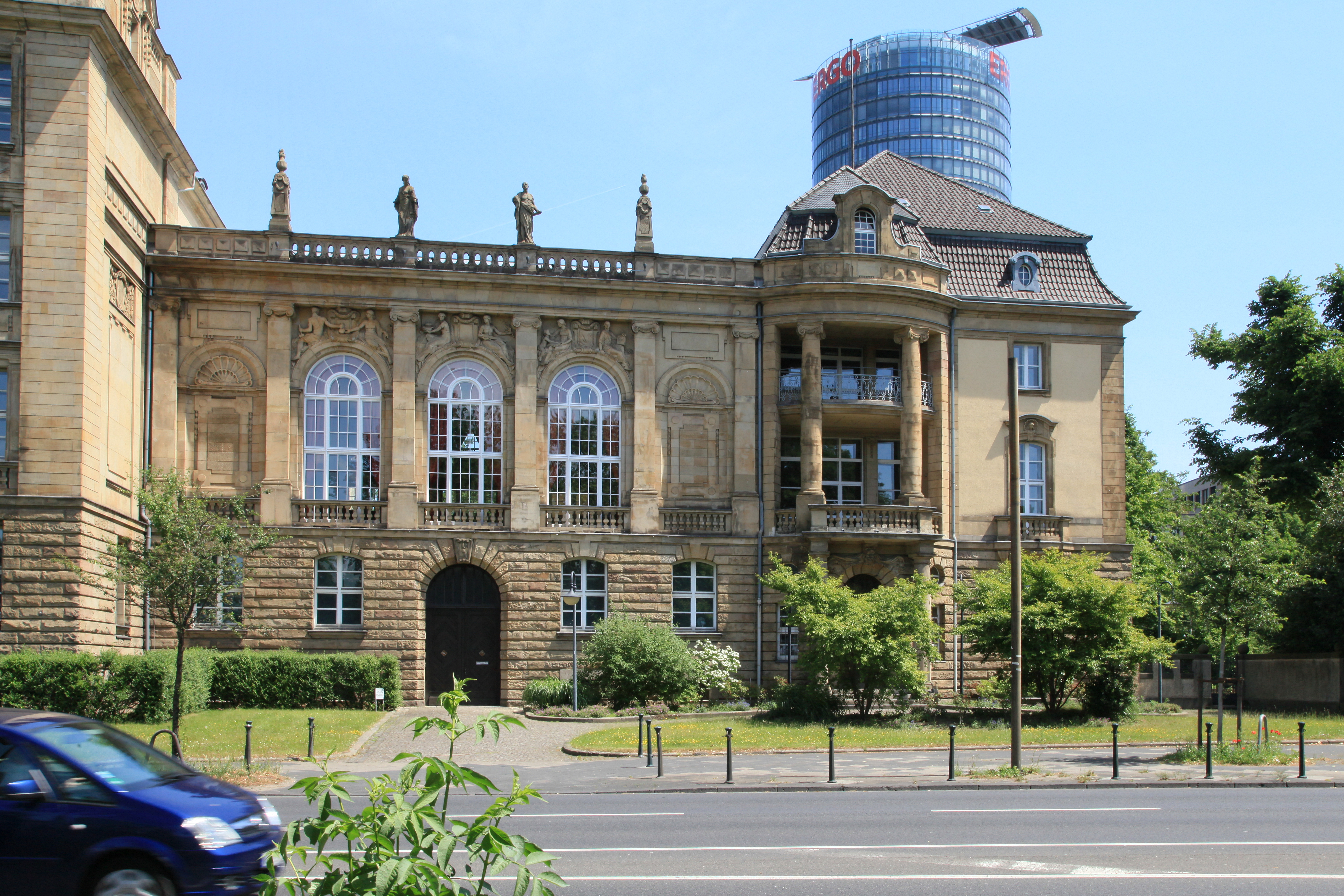
Präsidentenschlösschen
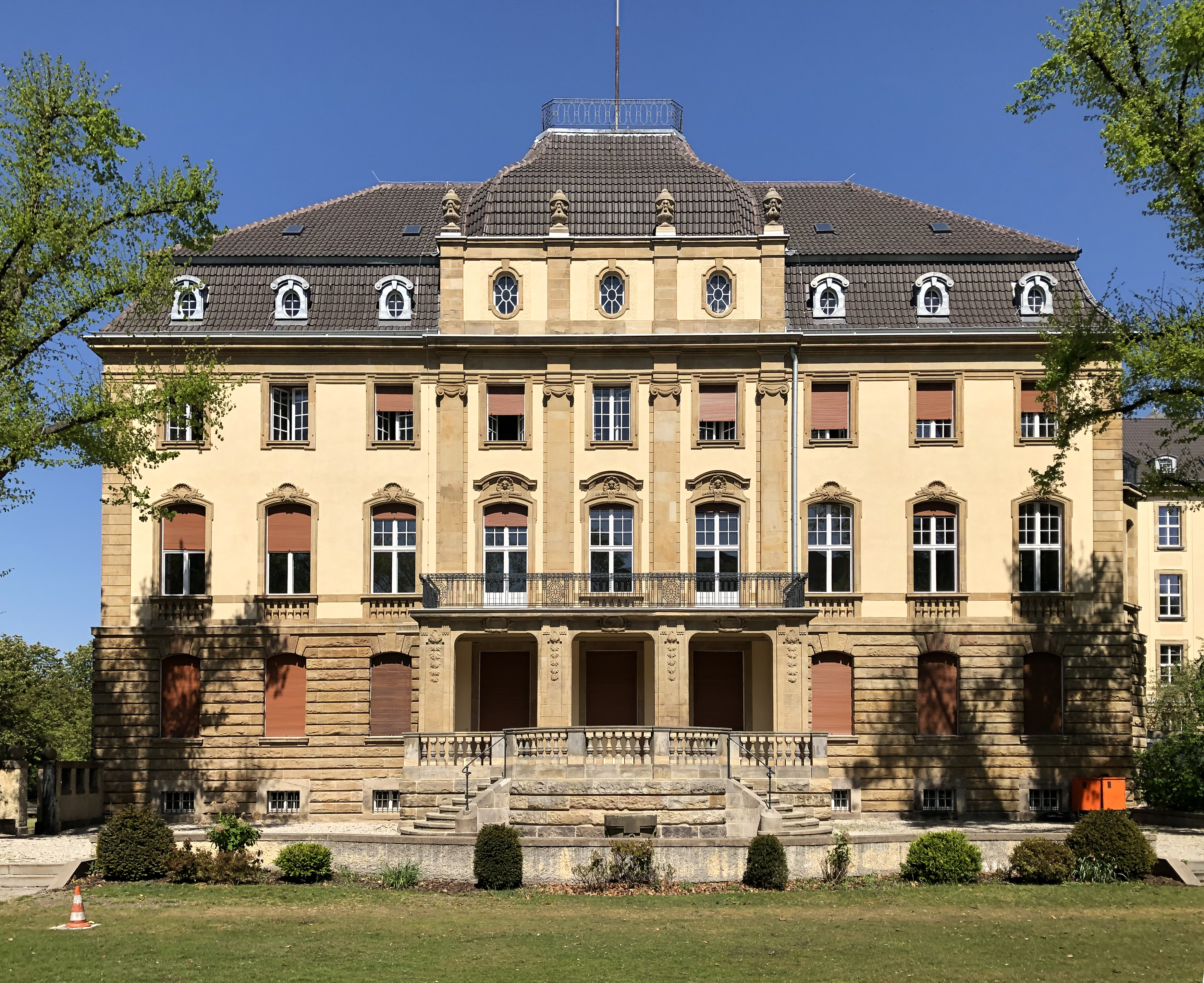
Gartenseite (2020)
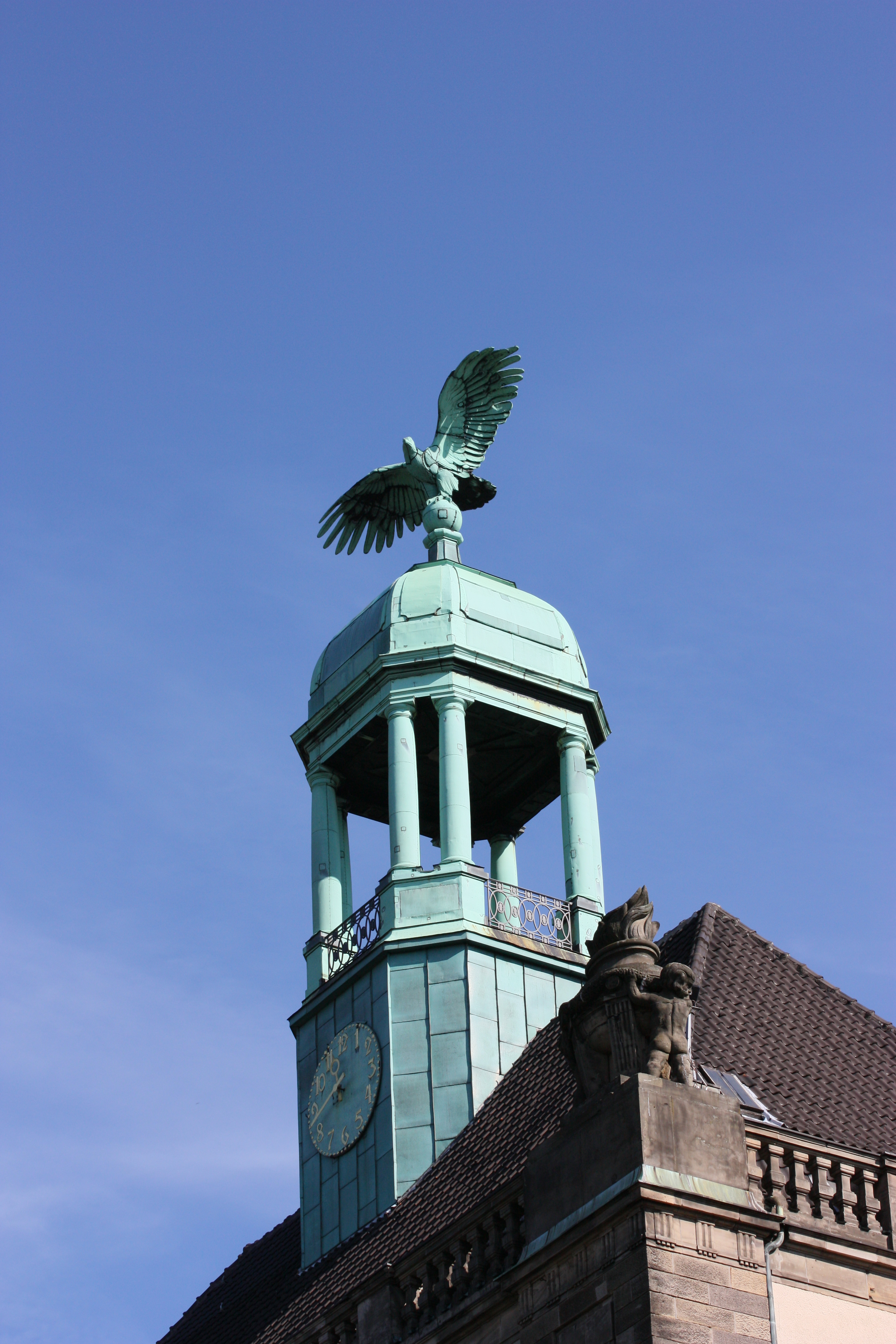
Laterne mit Preußischem Adler
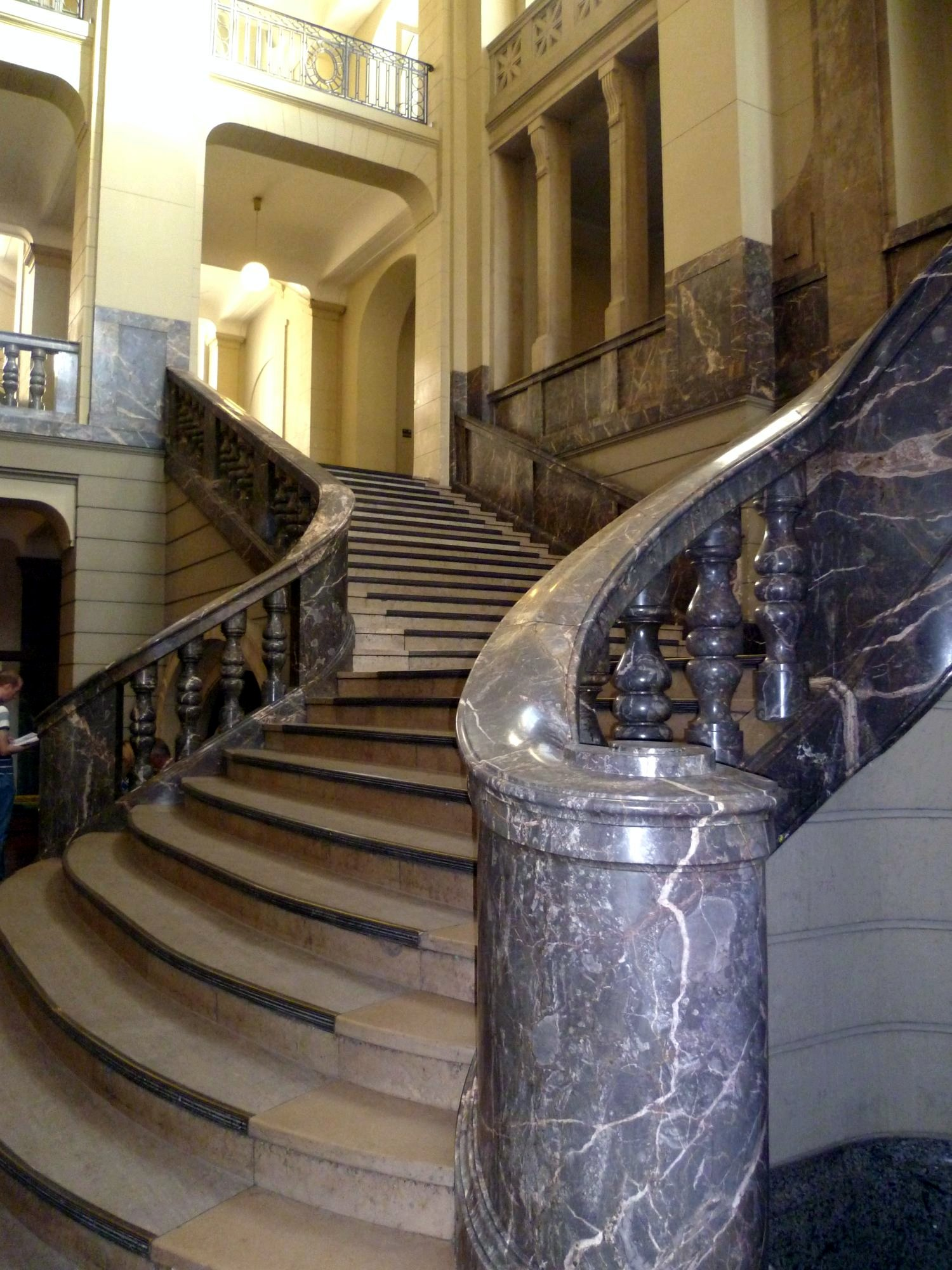
Haupttreppe im Treppenhaus

## Städtebau
Eingebettet war die Errichtung des Regierungsgebäudes in eine großmaßstäbliche Entwicklung des Düsseldorfer Rheinufers und der Stadtteile Pempelfort und Golzheim, die sich an die Rheinufervorschiebung der Jahre 1898 bis 1902 anschloss. 1906 wurde auf der gegenüber liegenden Seite der Cecilienallee der Kaiser-Wilhelm-Park geschaffen, der heutige Rheinpark Golzheim. Neben dem Gebäude der Bezirksregierung wurde 1910, ebenfalls im wilhelminischen Neobarock, das Oberlandesgericht Düsseldorf erbaut. Die Klever Straße ließ man nördlich davon nach Osten abzweigen, um eine boulevardartige Erschließungsstraße durch den Golzheimer Friedhof hindurch in neu geplante bürgerliche Wohnviertel des Düsseldorfer Nordens zu führen. Die großzügigen Planungen künden von einer Großstadt, die sich kurz vor dem Ersten Weltkrieg noch im Begriff sah, innerhalb weniger Jahrzehnte zu einer Millionenstadt anzuwachsen.